# Tapacul diademat
El tapacul diademat (Scytalopus schulenbergi) és una espècie d'ocell de la família dels rinocríptids (Rhinocryptidae).

## Hàbitat i distribució
Habita el sotabosc de la selva pluvial de muntanya, als Andes des del sud-est del Perú, cap a l'est fins Bolívia central.